# Lepence
Lepence é um assentamento localizado no município de Bohinj na Eslovênia. Possuía uma população estimada de 33 habitantes em 2020.